# 버나드 화이트
버나드 화이트(Bernard White, 1959년 6월 8일 ~ )는 미국의 배우이다.

## 출연 작품
- 호밀밭의 반항아 (2017)
- 미스 인디아 아메리카 (2015)
- 이츠 카인드 오브 어 퍼니 스토리 (2010)
- 앨빈과 슈퍼밴드 2 (2009)
- 쿼런틴 (2008)
- 월드 언씬 (2007)
- 아메리칸 드림즈 (2006)
- 랜드 오브 플렌티 (2004)
- 매트릭스 3 - 레볼루션 (2003)
- 매트릭스 2 - 리로디드 (2003)
- 스콜피온 킹 (2002)
- 아름다운 세상을 위하여 (2000)
- 시티 오브 엔젤 (1998)
- 데몰리션 U (1997)
- 나이트메어 시티 (1994)
- 빅풋 (1987)
- 아메리칸 드라이브-인 (1985)
- 낫츠 랜딩 (1979)